# Rüthen
Rüthen är en stad i Kreis Soest i det tyska förbundslandet Nordrhein-Westfalen. Rüthen, som består av 15 Stadtteile, har cirka 11 000 invånare.

## Administrativ indelning
Rüthen består av 15 Stadtteile.
| - Rüthen - Altenrüthen - Drewer - Hemmern - Hoinkhausen - Kallenhardt - Kellinghausen - Kneblinghausen | - Langenstraße-Heddinghausen - Meiste - Menzel - Nettelstädt - Oestereiden - Weickede - Westereiden |